# Epixenosoma
Epixenosoma, wissenschaftlich als Candidatus Epixenosoma bezeichnet, ist eine Gattung von Bakterien im Phylum Verrucomicrobiota, die eine Symbiose mit marinen Wimperntierchen (Ciliophora) der Gattung Euplotidium bilden, wo sie zur Verteidigung ihrer Wimperntierchen-Wirte gegen Räuber beitragen.
Die Gattung ist monotypisch, d. h. sie enthält nur die Spezies Ca. Epixenosoma ejectans.

## Beschreibung
Epixenosomen besitzen zwei unterschiedliche Entwicklungsphasen, die mit dem Wirtszellzyklus verbunden sind. Epixenosomen der Stufe I sind kugelförmig, haben einen Durchmesser von 0,5 µm und sind von zwei Membranen umgeben. Sie teilen sich durch direkte binäre Spaltung. Epixenosomen der Stufe II sind eiförmig (2,2 μm lang und 1 μm breit) und zeigen eine komplexe Organisation mit verschiedenen zytoplasmatischen Kompartimenten, die komplizierter sind als die Mehrheit prokaryotischer Organismen. Sie enthalten einen extrusionsfähigen Apparat innerhalb einer proteinhaltigen Matrix, der jedoch offenbar nicht an die Membran gebunden ist, was sich vom restlichen Cytoplasma unterscheidet. Eine funktionelle Zellkompartimentierung wurde ebenfalls nachgewiesen.

## Systematik
Ihre phylogenetische Position war ursprünglich unklar, da sie sowohl prokaryotenähnliche Merkmale wie die binäre Spaltung als auch eukaryotenähnliche Merkmale wie intrazelluläre Membranen zu haben schien. Die molekulare Phylogenetik zeigte jedoch, dass es sich tatsächlich um Bakterien aus dem Phylum Verrucomicrobia handelt.

## Symbiose zwecks Verteidigungsymbiosis vonEuplotidium
Epixenosomen leben auf der Rückenfläche ihrer Wirte (dorsal), marine Wimperntierchen (Ciliophora) der Gattung Euplotidium. Der Name „Epixenosoma“ stammt aus dem Altgriechischen (επι ξενον σομα epi xenon soma) und bedeutet „externer fremder Körper“, was auf ihre extrazelluläre Position auf dem Wirt hinweist. Die Extrusionskörper stoßen ihren Inhalt aus, wenn sie ausgelöst werden; dieser Prozess hilft, die Wimperntierchen gegen Räuber zu verteidigen. Obwohl Euplotidium auch ohne Epixenosomen wachsen und sich vermehren kann, haben diejenigen mit Epixenosomen eine viel höhere Überlebensrate, wenn sie Räubern wie Litonotus (ebenfalls ein Wimperntierchen) ausgesetzt sind.
Externe Signale unbekannter Herkunft werden durch die Membranrezeptoren an der Oberseite des Organismus nachgewiesen. Die konsequente Aktivierung des Adenylatcyclase-cAMP-Systems löst den Auswurf des Extrusionsapparates aus, wobei ein etwa 40 μm langes hohles Rohr gebildet wird, das in einem Kopf endet, der hauptsächlich aus dem apikalen Teil des Epixenosoms (der Region, die DNA enthält) besteht.
Die Extrusionsvorrichtung ist von einem Korb von Tubuli (Mikrotubuli) umgeben. Experimente mit Antitubulin-Medikamenten und immunzytochemischen Analysen auf optischer und elektronenmikroskopischer Ebene legen nahe, dass diese Tubuli aus Tubulin bestehen, einem eukaryotischen Protein.
Obwohl auch bei einigen frei lebenden Verrucomicrobia Tubulin-Gene gefunden wurden, wurden keine tubulären Strukturen wie die von Epixenosomen gefunden.